# Kozly u České Lípy
Kozly (deutsch Kosel) ist eine Gemeinde des Okres Česká Lípa in der Region Liberec im Norden der Tschechischen Republik.
Erstmals urkundlich erwähnt wurde der Ort im Jahre 1371. Ab Mitte des 19. Jahrhunderts gehörte die Gemeinde zum Gerichtsbezirk Böhmisch Leipa bzw. zum Bezirk Böhmisch Leipa.